# Iglesia de San Bartolomé (Beas)
La Iglesia Parroquial de San Bartolomé es un templo católico que se encuentra en el municipio de Beas, provincia de Huelva (España). Esta iglesia parroquial esta bajo el patrocinio de San Bartolomé Apóstol, patrón del municipio.

## Descripción
El edificio combina los estilos gótico y mudéjar sevillano. Mientras que las características estructurales siguen una línea gótica, los materiales empleados son propios de la arquitectura mudéjar. Es de planta rectangular, con tres naves, crucero y dos puertas enfrentadas de acceso al templo. Dentro del templo se hallan dos capillas rectangulares situadas en sendas naves laterales, situadas ambas tras verjas de hierro. En el altar mayor, situado en la nave principal, se encuentra la imagen de San Bartolomé Apóstol, del Cristo de la Sangre y de Nuestra Señora de Gracia.
La torre de la parroquia es el símbolo de la localidad más reconocido. Se encuentra anexa al templo, en la cabecera de su nave epístola y cuenta con 40 metros de altura. Se compone de caña, cuerpo de campanas y chapitel. 

## Historia
El inicio de su construcción data del siglo XIV, tras la reconquista, probablemente sobre un templo anterior, hasta el siglo XVI, se construyó la mayor parte del templo. Del siglo XVIII data la puerta de la Sombra, el retablo mayor, el coro y la sacristía. En el siglo XIX se culmina su actual torre y las dos capillas laterales. Con respecto a la torre, tras el terremoto de Lisboa, se reedificó, aprovechando los restos de la construcción anterior. En su veleta consta la fecha de 1829, año en el que finalizó su construcción.